# Francis Schmitt
Francis Otto Schmitt (23 novembre 1903 - 3 octobre 1995) est un biologiste américain et professeur d'institut au Massachusetts Institute of Technology.

## Biographie
Schmitt est né le 23 novembre 1903 d'Otto et Clara Schmitt, à South St. Louis, Missouri. Il a deux frères et sœurs, Otto et Viola. Le père de Schmitt possède et exploitait un magasin de fournitures de peinture et de papier peint qu'il a établi avec son beau-père. Le magasin est situé au premier étage de la maison familiale de trois étages. La famille loue les appartements du deuxième étage et vit dans les huit pièces du troisième étage (Schmitt, 6-8) .
Schmitt obtient un AB en 1924 et un doctorat en physiologie en 1927 de l'Université Washington de Saint-Louis . Au cours d'un programme de recherche d'été au Marine Biological Laboratory de Woods Hole, Massachusetts en 1923, il travaille avec Haldan Keffer Hartline sous la supervision de Jacques Loeb et Thomas Hunt Morgan. Schmitt rejoint la faculté en 1929 et enseigne la zoologie jusqu'en 1941. Il collabore beaucoup avec Arthur Compton pour développer des techniques de diffraction des rayons X pour les macro-structures biologiques comme les muscles et les nerfs.
Certains des travaux les plus prometteurs de Schmitt et de ses collègues sont réalisés avec le collagène, le fibrinogène, les muscles striés et lisses, ainsi que les protéines fibreuses des neurones (Schmitt, 150). En 1952, Schmitt travaille avec deux étudiants britanniques afin de leur enseigner la microscopie électronique. En utilisant cette nouvelle technologie, ces deux étudiants proposent la théorie du filament glissant de la contraction musculaire. Des recherches révolutionnaires sortent constamment de son laboratoire .
En 1941, Schmitt est recruté par Karl Compton et Vannevar Bush du MIT pour y diriger un département de biologie radicalement nouveau qui combine biologie, physique, mathématiques et chimie. Schmitt devient une autorité en microscopie électronique et mène des études novatrices sur la fonction rénale, le métabolisme des tissus et la chimie, la physiologie, la biochimie et l'électrophysiologie du nerf. Il devient professeur de l'Institut en 1955 et professeur émérite en 1973. En 1962, Schmitt aide à fonder le programme de recherche en neurosciences et en est le président de 1962 à 1974. Schmitt est membre de l'Académie nationale des sciences, de la Société américaine de philosophie et ancien président de l'Electron Microscope Society of America. Il reçoit le Prix Albert-Lasker en 1956, le prix Alsop en 1947 et le prix T. Duckett Jones en 1963,.